# Milan Ristovski
Milan Ristovski (in macedone Милан Ристовски?; Skopje, 8 aprile 1998) è un calciatore macedone, attaccante del Bohemians 1905 e della nazionale macedone.

## Biografia
Suo fratello maggiore Stefan è anch'egli un calciatore.

## Carriera

### Club
Il 26 gennaio 2021 si trasferisce in prestito allo Spartak Trnava, concluso il contratto a giugno fa ritorno al Rijeka, salvo poi tornare allo Spartak a titolo definitivo il 15 luglio 2021.

### Nazionale
Ha giocato nelle nazionali giovanili macedoni Under-17, Under-18, Under-19 ed Under-21.
Convocato per Euro 2020, il 4 giugno 2021 fa il suo esordio in nazionale maggiore nel successo per 4-0 in amichevole contro il Kazakistan, segnando anche un gol.

## Statistiche

### Presenze e reti nei club
Statistiche aggiornate al 5 giugno 2021.
| Stagione              | Squadra               | Campionato            | Campionato | Campionato | Coppe nazionali | Coppe nazionali | Coppe nazionali | Coppe continentali | Coppe continentali | Coppe continentali | Altre coppe | Altre coppe | Altre coppe | Totale | Totale |
| Stagione              | Squadra               | Comp                  | Pres       | Reti       | Comp            | Pres            | Reti            | Comp               | Pres               | Reti               | Comp        | Pres        | Reti        | Pres   | Reti   |
| --------------------- | --------------------- | --------------------- | ---------- | ---------- | --------------- | --------------- | --------------- | ------------------ | ------------------ | ------------------ | ----------- | ----------- | ----------- | ------ | ------ |
| 2014-2015             | Rabotnički            | PL                    | 6          | 0          |                 | -               | -               |                    | -                  | -                  |             | -           | -           | 6      | 0      |
| 2015-2016             | Rabotnički            | PL                    | 18         | 1          | CM              | 2               | 0               | UEL                | 1                  | 0                  | SM          | 1           | 0           | 21     | 1      |
| 2016-2017             | Rabotnički            | PL                    | 5          | 0          |                 | -               | -               |                    | -                  | -                  |             | -           | -           | 5      | 0      |
| Totale Rabotnički     | Totale Rabotnički     | Totale Rabotnički     | 29         | 1          |                 | 2               | 0               |                    | 1                  | 0                  |             | 1           | 0           | 33     | 1      |
| 2017-2018             | Rijeka                | 1.HNL                 | 1          | 0          |                 | -               | -               |                    | -                  | -                  |             | -           | -           | 1      | 0      |
| 2018-feb. 2019        | Krško                 | 1.SNL                 | 16         | 2          | CS              | 4               | 0               |                    | -                  | -                  |             | -           | -           | 20     | 2      |
| feb.-mag. 2019        | Rijeka                | 1.HNL                 | 3          | 0          |                 | -               | -               |                    | -                  | -                  |             | -           | -           | 3      | 0      |
| 2019-2020             | Nitra                 | SL                    | 27         | 11         | CS              | 3               | 3               |                    | -                  | -                  |             | -           | -           | 30     | 14     |
| 2020-gen. 2021        | Rijeka                | 1.HNL                 | 3          | 0          |                 | -               | -               |                    | -                  | -                  |             | -           | -           | 3      | 0      |
| gen.-mag. 2021        | Spartak Trnava        | SL                    | 12         | 5          | CS              | 1               | 0               |                    | -                  | -                  |             | -           | -           | 13     | 5      |
| 2021-2022             | Spartak Trnava        | SL                    | 30         | 8          | CS              | 7               | 3               | UECL               | 4                  | 0                  | -           | -           | -           | 41     | 11     |
| Totale Spartak Trnava | Totale Spartak Trnava | Totale Spartak Trnava | 42         | 13         |                 | 8               | 3               |                    | 4                  | 0                  |             | -           | -           | 54     | 16     |
| Totale carriera       | Totale carriera       | Totale carriera       | 121        | 27         |                 | 17              | 6               |                    | 5                  | 0                  |             | 1           | 0           | 144    | 33     |

### Cronologia presenze e reti in nazionale
| Cronologia completa delle presenze e delle reti in nazionale ― Macedonia del Nord | Cronologia completa delle presenze e delle reti in nazionale ― Macedonia del Nord | Cronologia completa delle presenze e delle reti in nazionale ― Macedonia del Nord | Cronologia completa delle presenze e delle reti in nazionale ― Macedonia del Nord | Cronologia completa delle presenze e delle reti in nazionale ― Macedonia del Nord | Cronologia completa delle presenze e delle reti in nazionale ― Macedonia del Nord | Cronologia completa delle presenze e delle reti in nazionale ― Macedonia del Nord | Cronologia completa delle presenze e delle reti in nazionale ― Macedonia del Nord |
| Data                                                                              | Città                                                                             | In casa                                                                           | Risultato                                                                         | Ospiti                                                                            | Competizione                                                                      | Reti                                                                              | Note                                                                              |
| --------------------------------------------------------------------------------- | --------------------------------------------------------------------------------- | --------------------------------------------------------------------------------- | --------------------------------------------------------------------------------- | --------------------------------------------------------------------------------- | --------------------------------------------------------------------------------- | --------------------------------------------------------------------------------- | --------------------------------------------------------------------------------- |
| 4-6-2021                                                                          | Skopje                                                                            | Macedonia del Nord                                                                | 4 – 0                                                                             | Kazakistan                                                                        | Amichevole                                                                        | 1                                                                                 | 62’                                                                               |
| 13-6-2021                                                                         | Bucarest                                                                          | Austria                                                                           | 3 – 1                                                                             | Macedonia del Nord                                                                | Euro 2020 - 1º turno                                                              | -                                                                                 | 87’                                                                               |
| 2-9-2021                                                                          | Skopje                                                                            | Macedonia del Nord                                                                | 0 – 0                                                                             | Armenia                                                                           | Qual. Mondiali 2022                                                               | -                                                                                 | 81’                                                                               |
| 5-9-2021                                                                          | Reykjavík                                                                         | Islanda                                                                           | 2 – 2                                                                             | Macedonia del Nord                                                                | Qual. Mondiali 2022                                                               | -                                                                                 | 80’                                                                               |
| 8-9-2021                                                                          | Skopje                                                                            | Macedonia del Nord                                                                | 0 – 0                                                                             | Romania                                                                           | Qual. Mondiali 2022                                                               | -                                                                                 | 27’ 64’                                                                           |
| 8-10-2021                                                                         | Vaduz                                                                             | Liechtenstein                                                                     | 0 – 4                                                                             | Macedonia del Nord                                                                | Qual. Mondiali 2022                                                               | -                                                                                 | 61’                                                                               |
| 11-11-2021                                                                        | Erevan                                                                            | Armenia                                                                           | 0 – 5                                                                             | Macedonia del Nord                                                                | Qual. Mondiali 2022                                                               | 1                                                                                 |                                                                                   |
| 14-11-2021                                                                        | Skopje                                                                            | Macedonia del Nord                                                                | 3 – 1                                                                             | Islanda                                                                           | Qual. Mondiali 2022                                                               | -                                                                                 | 77’                                                                               |
| 24-3-2022                                                                         | Palermo                                                                           | Italia                                                                            | 0 – 1                                                                             | Macedonia del Nord                                                                | Qual. Mondiali 2022                                                               | -                                                                                 | 72’                                                                               |
| 29-3-2022                                                                         | Porto                                                                             | Portogallo                                                                        | 2 – 0                                                                             | Macedonia del Nord                                                                | Qual. Mondiali 2022                                                               | -                                                                                 | 46’                                                                               |
| 2-6-2022                                                                          | Sofia                                                                             | Bulgaria                                                                          | 1 – 1                                                                             | Macedonia del Nord                                                                | UEFA Nations League 2022-2023 - 1º turno                                          | 1                                                                                 | 72’                                                                               |
| 5-6-2022                                                                          | Gibilterra                                                                        | Gibilterra                                                                        | 0 – 2                                                                             | Macedonia del Nord                                                                | UEFA Nations League 2022-2023 - 1º turno                                          | -                                                                                 | 57’                                                                               |
| 9-6-2022                                                                          | Skopje                                                                            | Macedonia del Nord                                                                | 0 – 3                                                                             | Georgia                                                                           | UEFA Nations League 2022-2023 - 1º turno                                          | -                                                                                 | 71’                                                                               |
| 23-9-2022                                                                         | Tbilisi                                                                           | Georgia                                                                           | 2 – 0                                                                             | Macedonia del Nord                                                                | UEFA Nations League 2022-2023 - 1º turno                                          | -                                                                                 | 73’                                                                               |
| 26-9-2022                                                                         | Skopje                                                                            | Macedonia del Nord                                                                | 0 – 1                                                                             | Bulgaria                                                                          | UEFA Nations League 2022-2023 - 1º turno                                          | -                                                                                 | 61’                                                                               |
| 23-3-2023                                                                         | Skopje                                                                            | Macedonia del Nord                                                                | 2 – 1                                                                             | Malta                                                                             | Qual. Euro 2024                                                                   | -                                                                                 | 78’                                                                               |
| 27-3-2023                                                                         | Skopje                                                                            | Macedonia del Nord                                                                | 1 – 0                                                                             | Fær Øer                                                                           | Amichevole                                                                        | -                                                                                 | 54’                                                                               |
| 16-6-2023                                                                         | Skopje                                                                            | Macedonia del Nord                                                                | 2 – 3                                                                             | Ucraina                                                                           | Qual. Euro 2024                                                                   | -                                                                                 | 65’                                                                               |
| 12-9-2023                                                                         | Ta' Qali                                                                          | Malta                                                                             | 0 – 2                                                                             | Macedonia del Nord                                                                | Qual. Euro 2024                                                                   | -                                                                                 | 90+3’                                                                             |
| 17-10-2023                                                                        | Strumica                                                                          | Macedonia del Nord                                                                | 3 – 1                                                                             | Armenia                                                                           | Amichevole                                                                        | 1                                                                                 | 84’                                                                               |
| 17-11-2023                                                                        | Roma                                                                              | Italia                                                                            | 5 – 2                                                                             | Macedonia del Nord                                                                | Qual. Euro 2024                                                                   | -                                                                                 | 46’ 84’                                                                           |
| 20-11-2023                                                                        | Skopje                                                                            | Macedonia del Nord                                                                | 1 – 1                                                                             | Inghilterra                                                                       | Qual. Euro 2024                                                                   | -                                                                                 | 75’                                                                               |
| 22-3-2024                                                                         | Boztepe                                                                           | Macedonia del Nord                                                                | 1 – 1                                                                             | Moldavia                                                                          | Amichevole                                                                        | -                                                                                 | 63’                                                                               |
| 25-3-2024                                                                         | Boztepe                                                                           | Montenegro                                                                        | 1 – 0                                                                             | Macedonia del Nord                                                                | Amichevole                                                                        | -                                                                                 | 59’                                                                               |
| 3-6-2024                                                                          | Fiume                                                                             | Croazia                                                                           | 3 – 0                                                                             | Macedonia del Nord                                                                | Amichevole                                                                        | -                                                                                 | 66’                                                                               |
| 10-6-2024                                                                         | Hradec Králové                                                                    | Rep. Ceca                                                                         | 2 – 1                                                                             | Macedonia del Nord                                                                | Amichevole                                                                        | -                                                                                 | 77’                                                                               |
| 10-10-2024                                                                        | Riga                                                                              | Lettonia                                                                          | 0 – 3                                                                             | Macedonia del Nord                                                                | UEFA Nations League 2024-2025 - 1º turno                                          | -                                                                                 | 65’ 81’                                                                           |
| 13-10-2024                                                                        | Erevan                                                                            | Armenia                                                                           | 0 – 2                                                                             | Macedonia del Nord                                                                | UEFA Nations League 2024-2025 - 1º turno                                          | -                                                                                 | 79’                                                                               |
| 14-11-2024                                                                        | Skopje                                                                            | Macedonia del Nord                                                                | 1 – 0                                                                             | Lettonia                                                                          | UEFA Nations League 2024-2025 - 1º turno                                          | -                                                                                 | 58’                                                                               |
| 17-11-2024                                                                        | Skopje                                                                            | Macedonia del Nord                                                                | 1 – 0                                                                             | Fær Øer                                                                           | UEFA Nations League 2024-2025 - 1º turno                                          | -                                                                                 | 54’ 89’                                                                           |
| 6-6-2025                                                                          | Skopje                                                                            | Macedonia del Nord                                                                | 1 – 1                                                                             | Belgio                                                                            | Qual. Mondiali 2026                                                               | -                                                                                 | 85’ 90+3’                                                                         |
| 9-6-2025                                                                          | Astana                                                                            | Kazakistan                                                                        | 0 – 1                                                                             | Macedonia del Nord                                                                | Qual. Mondiali 2026                                                               | -                                                                                 | 67’                                                                               |
| Totale                                                                            |                                                                                   | Presenze                                                                          | 32                                                                                |                                                                                   | Reti                                                                              | 4                                                                                 |                                                                                   |

## Palmarès

### Club

#### Competizioni nazionali
- Coppa di Slovacchia: 2

Spartak Trnava: 2021-2022, 2022-2023